# Airbus A310

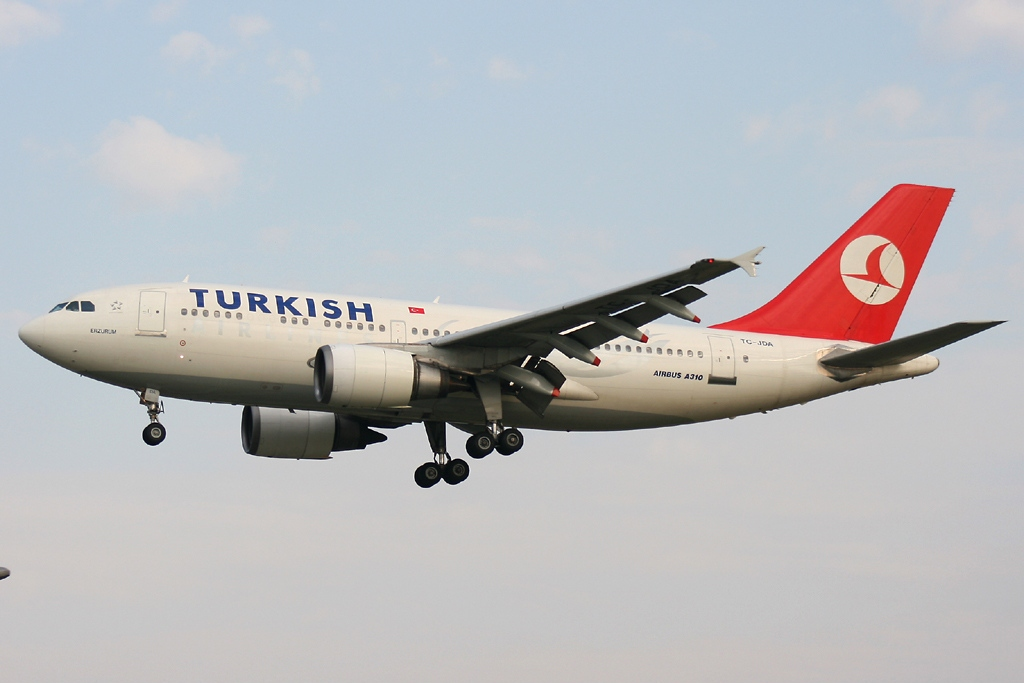
Airbus A310 linii Turkish Airlines

Airbus A310 – szerokokadłubowy samolot pasażerski średniego i dalekiego zasięgu produkowany przez europejskie konsorcjum Airbus. Kosztuje około 70 mln dolarów. Jego zaletą jest to, że do startu i lądowania potrzebuje krótkiego pasa.

## Historia
Oblot prototypu odbył się 3 kwietnia 1982 roku. Wprowadzony do służby w 1978 był drugim samolotem wyprodukowanym przez europejskie przedsiębiorstwo. Jest krótszą wersją Airbusa A300, oficjalnie produkcja zakończyła się razem z jego poprzednikiem w 2007 roku, jednakże ostatnia dostawa do linii lotniczej odbyła się w 1998. W latach 90. XX wieku przy współpracy niemieckiej firmy Lufthansa Technik powstała adaptacja tego samolotu dla celów transportu wojskowego, oznaczana jako Airbus A310 MRT/A310 MRTT.

## Katastrofy
Airbus A310 uległ 25 wypadkom, z czego 10 zakończyło się całkowitym zniszczeniem maszyny.
- Katastrofa lotu Aerofłot 593
- Katastrofa lotu Tarom 371
- Katastrofa lotu Thai Airways International 261
- Katastrofa lotu Thai Airways International 311
- Katastrofa lotu Kenya Airways 431
- Katastrofa lotu Sudan Airways 109

## Porównywalne samoloty
- Boeing 767